# Condado de Dawson (Georgia)
El condado de Dawson (en inglés: Dawson County) es un condado en el estado estadounidense de Georgia. En el censo de 2000 el condado tenía una población de 15 999 habitantes. Es parte del área metropolitana de Atlanta. La sede de condado es Dawsonville. El condado fue fundado el 3 de diciembre de 1857 y fue nombrado en honor a William Crosby Dawson, un senador de Georgia.

## Geografía

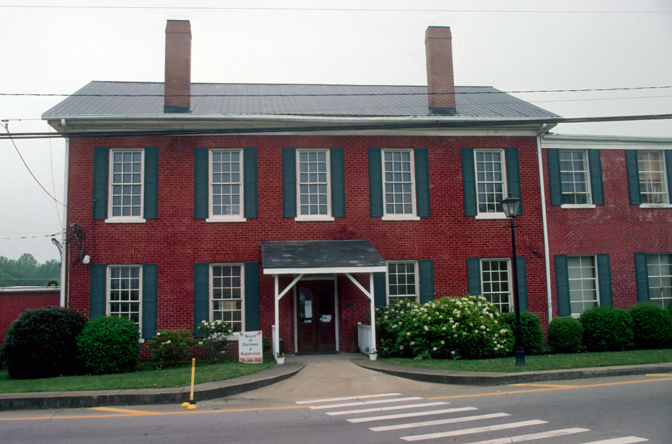
Juzgado del condado de Dawson en Dawsonville.

Según la Oficina del Censo, el condado tiene un área total de 554 km² (214 sq mi), de la cual 547 km² (211 sq mi) es tierra y 8 km² (3 sq mi) (1,36%) es agua.

### Condados adyacentes
- Condado de Fannin (norte)
- Condado de Lumpkin (noreste)
- Condado de Hall (este)
- Condado de Forsyth (sur)
- Condado de Cherokee (suroeste)
- Condado de Pickens (oeste)
- Condado de Gilmer (noroeste)

### Áreas nacionales importantes
- Chattahoochee-Oconee National Forest

## Autopistas importantes
- U.S. Route 19
- Ruta Estatal de Georgia 9
- Ruta Estatal de Georgia 52
- Ruta Estatal de Georgia 53
- Ruta Estatal de Georgia 136
- Ruta Estatal de Georgia 183
- Ruta Estatal de Georgia 400

## Demografía
En el  censo de 2000, hubo 15 999 personas, 6069 hogares y 4685 familias residiendo en el condado. La densidad poblacional era de 76 personas por milla cuadrada (29/km²). En el 2000 había 7163 unidades unifamiliares en una densidad de 34 por milla cuadrada (13/km²). La demografía del condado era de 97,22% blancos, 0,36% afroamericanos, 0,37% amerindios, 0,33% asiáticos, 0,04% isleños del Pacífico, 0,74% de otras razas y 0,96% de dos o más razas. 1,59% de la población era de origen hispano o latino de cualquier raza. 
La renta promedio para un hogar del condado era de $47 486 y el ingreso promedio para una familia era de $52 320. En 2000 los hombres tenían un ingreso medio de $37 083 versus $25 851 para las mujeres. La renta per cápita para el condado era de $22 520 y el 7,60% de la población estaba bajo el umbral de pobreza nacional.

## Ciudades y pueblos
- Dawsonville
- Juno